# Питерс, Коринн
Кори́нн Пи́терс (англ. Corinne Peters, урождённая Кори́нн Лалибёрте, англ. Corinne Laliberte, во втором замужестве Кори́нн Уэ́бб, англ. Corine Webb; род. 21 октября 1960, Виннипег) — канадская кёрлингистка.
В составе женской сборной Канады чемпионка мира 1984. Чемпионка Канады среди женщин.
В основном играла на позиции второго.

## Достижения
- Чемпионат мира по кёрлингу среди женщин: золото (1984).
- Чемпионат Канады по кёрлингу среди женщин: золото (1984).
- Канадский олимпийский отбор по кёрлингу: серебро (1987).

## Команды
| Сезон   | Четвёртый       | Третий       | Второй        | Первый        | Запасной    | Турниры           |
| ------- | --------------- | ------------ | ------------- | ------------- | ----------- | ----------------- |
| 1980—81 | Конни Лалибёрте | ?            | Коринн Питерс | Джанет Арнотт |             |                   |
| 1983—84 | Конни Лалибёрте | Крис Мор     | Коринн Питерс | Джанет Арнотт |             | ЧК 1984 · ЧМ 1984 |
| 1986—87 | Конни Лалибёрте | Janet Harvey | Коринн Питерс | Джанет Арнотт |             | КООК 1987         |
| 1992—93 | Конни Лалибёрте | Лори Аллен   | Кэти Готье    | Джанет Арнотт | Коринн Уэбб | ЧК 1993 (5 место) |

(скипы выделены полужирным шрифтом)

## Частная жизнь
Две сестры Коринн тоже занимались кёрлингом: наиболее знаменита её сестра-близнец Конни Лалибёрте — чемпион и призёр чемпионатов мира, трёхкратный чемпион Канады. Другая сестра Конни — Джанет (в замужестве Арнотт), игравшая в команде Конни в 1984—2000 на позиции первого; в 2006—2007 играла на позиции первого в команде Дженнифер Джонс, после чего стала тренером этой команды. Коринн играла в команде Конни на позиции второго, в составе её команды выигрывала в 1984 чемпионат Канады и чемпионат мира.
Кёрлингу училась (вместе с сёстрами) у своей мамы, Джин Лалибёрте (англ. Jean Laliberte), которая была инструктором по кёрлингу в Curl Canada.